# Campionati tedeschi di sci alpino 1966
I Campionati tedeschi di sci alpino 1966 si disputarono a Garmisch-Partenkirchen; furono assegnati i titoli di discesa libera, slalom gigante, slalom speciale e combinata, sia maschili sia femminili.

## Risultati
| Specialità      | Uomini         | Donne             |
| --------------- | -------------- | ----------------- |
| Discesa libera  | Ludwig Leitner | Burgl Färbinger   |
| Slalom gigante  | Willi Lesch    | Heidi Mittermaier |
| Slalom speciale | Willy Bogner   | Burgl Färbinger   |
| Combinata       | Willy Bogner   | Heidi Mittermaier |